# Капел (Доња Саксонија)
Капел (њем. Cappel) општина је у њемачкој савезној држави Доња Саксонија. Једно је од 57 општинских средишта округа Куксхафен. Према процјени из 2010. у општини је живјело 712 становника. Посједује регионалну шифру (AGS) 3352010.

## Географски и демографски подаци
Капел се налази у савезној држави Доња Саксонија у округу Куксхафен. Општина се налази на надморској висини од 3 метра. Површина општине износи 8,2 km². У самом мјесту је, према процјени из 2010. године, живјело 712 становника. Просјечна густина становништва износи 86 становника/km².